# Супружник председника Републике Србије
Супружник председника Републике Србије је службени назив за супругу/супруга председника/председнице Републике Србије. Неслужбени назив за супругу председника Републике Србије је прва дама Србије, док је  неслужбени назив за супруга председнице Републике Србије први господин Србије. Назив супружник председника Републике Србије се службено користи од 1990. када је Уставом Србије установљена функција председника Републике.
До сада Србија није имала мушког супружника председника Републике Србије, јер није имала председницу Републике. Осим када су привремено вршиле дужност председника Републике  Наташа Мићић (супруг Миодраг Мићић) и Славица Ђукић Дејановић (супруг Ранко Дејановић).
Положај супружника председника Републике Србије је незваничан, и она/он нема званичне дужности. Ипак, она/он је, пре свега, домаћица/домаћин Новог двора, она/он повремено организује званичне церемоније у згради Председништва и иде у званичне посете са председником Републике.
Актуелни супружник председника Републике Србије је Тамара Вучић, након победе њеног мужа Александра Вучића на председничким изборима 2017. и 2022. године. Супружник председника Републике Србије је од  31. маја 2017. када је  Александар Вучић званично преузео дужност председника Републике Србије.
У овом тренутку живе су супруге два  бивша председника Републике: Татјана Тадић, супруга Бориса Тадића и Драгица Николић, супруга Томислава Николића.

## Делокруг
- Супружник председника Републике не би требао да се меша у политички рад свога супруга/супруге односно председника/председнице Републике Србије као нпр. у монархијама.
- Супружник председника Републике мора да поштује протокол председника Републике у Новом двору (седишту председника Републике) као и приликом других активности и сусрета председника Републике у земљи и иностранству са страним државницима.
- Супружник председника Републике може на своју иницијативу да оснива фондације и задужбине кроз које би се решавали проблеми грађана Републике Србије.[2]
- Супружник председника Републике који је у радном односу има право на одсуство с рада док извршава протоколарне и друге друштвене обавезе и за то време има право на накнаду плате у износу плате коју би примао да ради на свом радном месту.
- Супружник председника Републике који је у радном односу има право да му радни однос мирује док његовом супружнику траје мандат председника Републике, да му се време мировања радног односа рачуна у стаж осигурања у смислу прописа о пензијском и инвалидском осигурању и да за то време месечно прима 20% плате председника Републике. Средства за месечно примање и доприносе за обавезно социјално осигурање обезбеђују се у буџету Републике Србије, а основица доприноса је зарада коју би супружник остваривао на радном месту на коме је радио пре мировања радног односа.

## Списак супружника председника Република Србије од 1990.
|    | председник Републике | супружник        | почетак / крај |
| -- | -------------------- | ---------------- | -------------- |
| 1. | Слободан Милошевић   | Мира Марковић    | (1990—1997)    |
| 2. | Милан Милутиновић    | Олга Милутиновић | (1997—2002)    |
| 3. | Борис Тадић          | Татјана Тадић    | (2004—2012)    |
| 4. | Томислав Николић     | Драгица Николић  | (2012—2017)    |
| 5. | Александар Вучић     | Тамара Вучић     | (2017—данас)   |